# IC 1498
IC 1498 је спирална галаксија у сазвјежђу Водолија која се налази на листи објеката дубоког неба у Индекс каталогу.
Деклинација објекта је - 5° 0' 23" а ректасцензија 23h 31m 53,5s. Привидна величина (магнитуда) објекта IC 1498 износи 13,7 а фотографска магнитуда 14,6. IC 1498 је још познат и под ознакама MCG -1-60-2, PGC 71677.